# 華牼
華牼（?—?），子姓，华氏，名牼，宋国少司寇。华亥的庶兄。
前522年，十月十三日，华亥、向宁逃亡到陈国，华登逃亡到吴国。向宁想要杀死太子栾，华亥说：“触犯了国君而出逃，又杀死他的儿子，还有谁接纳我们？而且放他们回去有功劳。”华亥派华牼带着公子们（太子栾和母弟辰、公子地）回去，说：“您的年岁大了，不能再事奉别人。用三个公子作为证明，一定可以免罪。”公子们进入国都，宋元公表示知道华牼没罪，恢复了他的官职。前521年五月十四日，张牼杀死华多僚，劫持了司马华费遂叛乱，召集逃亡的人。五月二十日，华氏、向氏回来，華牼和乐大心等人在横地抵御华亥、向宁。